# Anonychia strebla
Anonychia strebla là một loài bướm đêm trong họ Geometridae.